# Immobilienfachwirt
Geprüfter Immobilienfachwirt IHK ist ein öffentlich-rechtlich anerkannter Abschluss auf Meisterebene, der nach einer erfolgreich absolvierten branchenbezogenen kaufmännischen Aufstiegsfortbildung gemäß Berufsbildungsgesetz vergeben wird. Die bundeseinheitliche Prüfung erfolgt auf Grundlage einer besonderen Rechtsverordnung vor dem Prüfungsausschuss einer Industrie- und Handelskammer (IHK). Die offizielle englische Bezeichnung des Abschlusses ist Bachelor Professional of Real Estate Management (CCI).
Da der Begriff „Immobilienfachwirt“ nicht geschützt ist, führen einzelne Bildungsinstitute vergleichbare Bildungsträger-Prüfungen durch.

## Arbeitsgebiete und Aufgaben
Der Immobilienfachwirt ist eine Fortbildung für Personen, die in der Immobilienwirtschaft tätig sind und durch einen öffentlich-rechtlich anerkannten Abschluss vor einer Industrie- und Handelskammer ihre Fachkenntnisse im Management von Immobilien nachgewiesen haben. Immobilienfachwirte sind qualifiziert für Aufgaben und Funktionen auf der Ebene des mittleren Managements in Immobilienunternehmen und in immobilienwirtschaftlichen Organisationseinheiten von Unternehmen anderer Branchen oder in selbstständiger Tätigkeit.

## Prüfungszulassungsvoraussetzungen
Zur IHK-Prüfung kann zugelassen werden, wer
- eine mit Erfolg abgelegte Abschlussprüfung in einem anerkannten dreijährigen Ausbildungsberuf in der Immobilienwirtschaft und danach eine mindestens einjährige Berufspraxis oder
- eine mit Erfolg abgelegte Abschlussprüfung in einem anderen anerkannten kaufmännischen oder verwaltenden dreijährigen Ausbildungsberuf und danach eine mindestens zweijährige Berufspraxis oder
- eine mit Erfolg abgelegte Abschlussprüfung in einem anderen Ausbildungsberuf und danach eine mindestens dreijährige Berufspraxis oder
- eine mindestens fünfjährige Berufspraxis

nachweist. Die Berufspraxis muss inhaltlich wesentliche Bezüge zur Immobilienwirtschaft haben.

## Prüfungsdurchführung und Abschluss
Laut der Prüfungsordnung vom Februar 2008 werden in folgenden sechs „Handlungsbereichen“  schriftliche Prüfungen durchgeführt:
- Rahmenbedingungen der Immobilienwirtschaft,
- Unternehmenssteuerung und -kontrolle,
- Personal, Arbeitsorganisation und Qualifizierung,
- Immobilienbewirtschaftung,
- Bauprojektmanagement,
- Marktorientierung und Vertrieb, Maklertätigkeit

Jede dieser Teilprüfungen ist einzeln zu bestehen. Eine siebte Note des Zeugnisses bildet die mündlich-praktische Prüfung in Form einer Präsentation zu einem selbst gewählten Thema. Zu dieser wird nur zugelassen, wer jede schriftliche Teilprüfung bestanden hat, und sei es nur im 2. Anlauf durch Bestehen der mündlichen Ergänzungsprüfung zu diesem Handlungsbereich.
Durch die Prüfung vor dem Prüfungsausschuss einer Industrie- und Handelskammer wird festgestellt, ob folgende wesentliche Kenntnisse, Fähigkeiten und Fertigkeiten vorhanden sind:
- Bewerten von immobilienwirtschaftlichen Sachverhalten auf der Basis von volkswirtschaftlichen, betriebswirtschaftlichen, technischen und rechtlichen Zusammenhängen sowie daraus die Ableitung begründbarer Handlungsschritte
- Teamorientiertes Konzipieren und Organisieren von immobilienwirtschaftlichen Projekten unter Anwendung und Berücksichtigung der Instrumente kaufmännischer Steuerung und Kontrolle
- Systematische Bearbeitung komplexer, anspruchsvoller und variantenreicher Problemstellungen in Kerngeschäftsprozessen der Immobilienwirtschaft unter Anwendung von Arbeits- und Problemlösetechniken; dazu gehört auch die Überprüfung und Entwicklung eigener und fremder Leistungen.

Nach erfolgreich abgelegter Prüfung vergibt die prüfende Industrie- und Handelskammer den öffentlich-rechtlich anerkannten Abschluss Geprüfter Immobilienfachwirt.

## Fortbildungsdauer
Der DIHK-Rahmenplan empfiehlt für die Fortbildung zum Immobilienfachwirt einen Unterrichtsumfang von 530 Unterrichtsstunden. Öffentliche und private Bildungsträger bieten Lehrgänge zu den Prüfungen zwischen drei und 24 Monaten sowohl in Vollzeit als auch berufsbegleitend an, zudem gibt es auch Fernlehrgänge als Vorbereitung auf die IHK-Prüfung. Für die Zulassung zur Prüfung ist die Teilnahme an einem Lehrgang allerdings nicht verpflichtend.

## Finanzielle Fördermöglichkeiten
Teilnehmer können zur Förderung der Fortbildungskosten und Prüfungsgebühren Leistungen über das Aufstiegsfortbildungsförderungsgesetz („Meister-BAföG“) beantragen. Im Rahmen einer individuellen Einzelförderung kann auch eine Förderung durch die zuständige Arbeitsagentur bzw. das Jobcenter über einen Bildungsgutschein gefördert werden. Voraussetzung dafür ist zumeist, dass der jeweilige Bildungsträger für diesen Lehrgang eine Zertifizierung gem. AZAV nachweisen kann. In Bayern und Sachsen-Anhalt geprüfte Immobilienfachwirte erhalten derzeit eine Förderung durch das Wirtschaftsministerium namens „Meisterbonus“.